# Stefan Wojtkowiak
Stefan Wojtkowiak (ur. 9 sierpnia 1923 w Zalesiu, zm. 12 marca 2012 w Łodzi) – polski historyk, politolog, profesor i wykładowca akademicki, pułkownik Wojska Polskiego.
Dziadek Jan Wojtkowiak uczestnik powstania styczniowego, ojciec Marcin uczestnik powstania wielkopolskiego oraz wojny polsko-bolszewickiej.

## Czas wojny
Ochotnik w bitwie nad Bzurą. Uczestnik konspiracji prolondyńskiej (kolporter biuletynu „Dla ciebie Polsko” 1940-41). Od 1942 działacz lewicowy (liczne akcje sabotażowe w czasie robót przymusowych). Wraz z 47. pułkiem piechoty z Fordonu skierowany został w 1946 do Białej Podlaskiej, gdzie uczestniczył w walkach z ROAK, a także z nacjonalistycznym podziemiem ukraińskim. Brał udział w zabezpieczaniu referendum ludowego, na posterunku przed lokalem wyborczym został raniony odłamkiem granatu w lewe przedramię.

## Działalność naukowa
Pracownik nauki: początkowo w Wojskowej Akademii Medycznej, od 1974 na Uniwersytecie Łódzkim. Absolwent historii UŁ 1957, doktor nauk humanistycznych 1962, doktor habilitowany 1969, profesor nadzwyczajny 1990. Promotor i recenzent wielu prac doktorskich i habilitacyjnych. Posiada w swoim dorobku ponad 170 publikacji naukowych z dziedziny historii, geografii historycznej i religioznawstwa. Współtwórca Muzeum Polskiej Wojskowej Służby Zdrowia przy Wojskowej Akademii Medycznej w Łodzi.

## Działalność w towarzystwach naukowych
Od lat 40. członek Polskiego Towarzystwa Historycznego; 1959–1970 członek Polskiego Towarzystwa Historii Medycyny i Farmacji; 1959–1974 członek Komisji Nauk Społecznych przy Ministrze Obrony Narodowej; 1982–1986 prezes Oddziału Łódzkiego Polskiego Towarzystwa Nauk Politycznych. Inicjator, założyciel i prezes I kadencji Oddziału Łódzkiego Towarzystwa Kultury Świeckiej.

## Wybrane publikacje
- Szkolnictwo medyczne w Wojsku Polskim w latach 1918–1958, Łódź 1968, s. 332.
- Lancet i karabin. Dzieje szkolnictwa medycznego w Wojsku Polskim, Warszawa 1973, s. 376.
- Zarys dziejów wojskowej służby zdrowia, Warszawa 1974, s. 542; współpraca Jan Talar, Witold Majewski, Feliks Piotrowski.
- Zarys polityczny społeczeństwa, Łódź 1981, s. 83; współpraca Alfred Lutrzykowski.
- Rola propagandy w kształtowaniu świadomości historycznej, Łódź 1984, s. 67; współpraca Jerzy Piontek.
- Wojskowe Sanatorium Uzdrowiskowe w Ciechocinku, Włocławek 1985, s. 70; współpraca Szymon Kubiak.
- Prawosławie wczoraj i dziś. Zarys popularny, Warszawa 1995, s. 72.
- Narodowości i wyznania religijne w Łodzi, Łódź 1997, s. 68; współpraca Andrzej Gałecki, Bogdan Bilecki, Oleg Grynsztajn.
- Jak przez wieki administracyjnie dzielono i jak ostatnio podzieliliśmy terytorium Polski. Państwowe, administracyjne, wojskowe i wyznaniowe podziały terytorialne na ziemiach polskich. Zarys popularny, Łódź 2000, s. 240.

## Odznaczenia
Odznaczenia m.in.: Krzyż Kawalerski Orderu Odrodzenia Polski, odznaczenia wojenne. Pochowany na cmentarzu komunalnym Doły w Łodzi.